# Тимофеев, Алексей Васильевич (писатель, 1812)
Алексей Васильевич Тимофеев (1812—1883) — русский писатель и поэт, автор стихотворения «Свадьба» («Нас венчали не в церкви…»), положенного на музыку Даргомыжским и ставшего популярной песней.

## Биография
Сын канцеляриста уездного суда, получившего в 1843 году потомственное дворянство, родился 15 (27) марта 1812 года в уездном городе Симбирской губернии Курмыш. 
Учился в казанской гимназии (1823—1827), затем — на нравственно-политическом отделении Казанского университета. Окончив его в 1831 году со званием кандидата юриспруденции, поступил на службу в Санкт-Петербурге — помощником столоначальника в департамент уделов. В 1834 году подал в отставку и отправился в путешествие по Европе.
В 1832 году он опубликовал прозаическую пятиактную драму «Разочарованный» в неистово-романтическом вкусе, а в следующем году — сборник стихов «XII песен» в трёх частях. В анонимной заметке «Литературных прибавлений к „Русскому инвалиду“» Тимофеев был высмеян; тем не менее, после того как в 1833 году он напечатал «Послание к Барону Брамбеусу», то есть Осипу Ивановичу Сенковскому, последний неожиданно пригласил его сотрудником в журнал «Библиотека для чтения», где Тимофеев в течение 1835—1839 годов помещал свои стихи и прозу: здесь были помещены его повести «Конрад фон-Тейфельсберг», «Джулио», мистерии «Жизнь и смерть», «Последнее разрушение мира» и «Последний день», статьи «Русские художники в Риме» и «Утрехтские происшествия 1834 г.». Кроме этого, отдельными изданиями вышли: «Поэт» (1834) и «Елисавета Кульман» (1835), повесть «Художник», пьесы «Счастливец» (1834), «Рим и Карфаген» (1837).
Познакомившийся с ним в 1834 году А. В. Никитенко считал, что это был человек, одарённый

пламенным воображением, энергией и талантом писателя. Доказательством того служат его «Поэт» и «Художник», две пьесы, исполненные мысли и чувств. Он совершенно углублен в самого себя, дышит и живёт в своём внутреннем мире страстями, которые служат для него источником мук и наслаждений… Я не мог допустить к печати его пьес без исключений и изменений: в них много новых и смелых идей. Везде прорывается благородное негодование против рабства, на которое осуждена большая часть наших бедных крестьян. Впрочем, он только поэт: у него нет никаких политических замыслов. (запись в дневнике от 11 июня 1834 года)— А. В. Никитенко, Дневник, Т. I. — М., 1955. — С. 145—146.
Возвратившись в 1835 году из полугодового путешествия по Западной Европе, Тимофеев поступил на службу в министерство народного просвещения, как член редакции его официального журнала, в котором особенно деятельного участия, по-видимому, не принимал, так как за долгое время поместил всего две статьи: «Сравнительное состояние русских университетов за 1834 г.» (1835, ч. IX) и «Обозрение русских газет и журналов» (1836, ч. XIII). Более часто появлялись его произведения в той же «Библиотеке для чтения» — были напечатаны его стихотворения: «Ворон» (1835, т. XII), «Мысль» (т. XIII), «Песня на новый год» и «Всадник» (1836, т. XIV), «Ветер и Роза» (т. ХVІ), «Вдали и вблизи» (т. ХVІІ), «Пробуждение в сне» (т. XVIII), «Луна» (1837, т. XX), «Курган» (т. XXI), «Признание и возрождение» (т. XXII), «Время» и «Комета» (т. XXIV), «Море и вулкан», «Выбор» и «Терпение» (1837, т. XXV), «Тоска» (1838, т. XXVI), «Посиделки» (баллада, т. XXVIII), «Бедность и богатство» (1839, т. XXXII) и крупная повесть «Джулио» (1836), написанная, как сказано в предисловии, в сотрудничестве с «A. Белкиным», — псевдоним, давший многим повод думать, что под ним скрывается А. С. Пушкин, на самом же деле это был О. И. Сенковский.
В 1837 году вышло трёхтомное собрание сочинений А. В. Тимофеева под заглавием «Опыты». В том же году Тимофеев, по случаю издания немецкого перевода «Елисаветы Кульман» (Elisabeth Kulmann, Phantasie von A. Timofeew), был провозглашён Сенковским достойным преемником Пушкина и вторым Байроном («Библиотека для чтения», — 1837. — № 4).
На самом деле Тимофеев ничем не выделялся из ряда посредственных стихотворцев того времени. Проникнутым неглубокой мыслью, гладким, иногда красивым и образным стихам сильно вредила их высокопарность, стремление произвести эффект, совершенное отсутствие простоты, а порою и слащавость. Однако песни Тимофеева в народном духе выделялись своей цельностью, непосредственностью и задушевностью. Положенные на музыку лучшими композиторами, они сделались народным достоянием («Не женись на умнице», «Оседлаю коня», «Борода ль моя, бородушка» и др.).
Поместив несколько стихотворений в «Маяке» в 1843 году, А. В. Тимофеев исчез с литературного горизонта. В 1840—1843 годах служил в Главном управлении путей сообщения и публичных зданий. В сентябре 1843 года он перешёл на службу в канцелярию одесского генерал-губернатора M. С. Воронцова, через два года возвратился в Санкт-Петербург, где получил место столоначальника в департаменте министерства юстиции (1846); в 1849—1855 годах он был губернским прокурором в Оренбурге; затем вышел в отставку и поселился под Уфой в имении жены, Софьи Платоновны Базилевской, брак с которой сделал его состоятельным человеком (она была вдовой богатого золотопромышленника). В 1856 году Тимофеев обосновался в Москве и снова вступил в службу чиновником по особым поручениям при московском генерал-губернаторе Закревском. С 1865 года производитель дел канцелярии Московского комитета Общества попечительного о тюрьмах. В 1870 году Тимофеев в чине действительного статского советника удалился на покой.
Все эти годы службы А. В. Тимофеев не переставал сочинять.

Встретил недавно T., бывшего некогда литератором, но уже давно не появлявшегося в печати… Насилу мог узнать. Лицо его, некогда довольно приятное, теперь точно опухло и заплыло жиром. Он женился, разбогател, взяв за женою огромное имение, не служит, отъедается и отпивается, то в своих деревнях, то в Москве. Это был большой писака! Писание у него было род какого-то животного процесса, как бы совершавшегося без его ведома и воли. Он мало учился и мало думал, но как под мельничным жерновом у него в мозгу все превращалось в стихи, и стихи выходили гладкие, иногда в них присутствовала мысль… вот теперь выплыл с семьей, с деньгами и с брюхом — уже без стихов. Впрочем, виноват, стихи есть. У него со временем развилось странное направление, он писал и прятал всё написанное. У него полны ящики исписанной бумаги, которые он мне показывал. (запись от 28 марта 1856 года)— А. В. Никитенко, Дневник, Т. I. — M., 1955. — С. 434—435.
В 1874 году несколько его стихотворений принял Некрасов в сборник «Складчина». Спустя два года, вышла его огромная — в несколько тысяч строк — поэма: «Микула Селянинович, представитель земли», удачная попытка представить в живописных картинах всю историю России и в рельефных образах дать очерк происхождения славян.
Умер 1 (13) июля 1883 года. Похоронен в селе Дубасово Саратовской губернии (ныне Пензенская область).